# Koikawa Harumachi
Koikawa Harumachi (japanisch 恋川 春町, Künstlername: Sakanoue Furachi (酒上 不埒); * 1744; † 27. August 1789) war ein japanischer Schriftsteller, Gesaku-Literat und Ukiyo-e-Künstler.

## Leben
Koikawa wurde unter dem Namen Kurahashi Itaru (倉橋 格) als Sohn eines Samurai geboren, der im Dienst des Lehensherren (Daimyō) von Tanabe in der Provinz Kii stand. Im Alter von 20 Jahren wurde er von einem Onkel adoptiert, dem er nach dessen Tod 1776 als Statthalter der Residenz (留守居, rusui) in Edo des Lehensherren von Ojima nachfolgte. 1781 wurde er im Lehen Kammerherr (側用人, sobayōnin) und Verwalter (用人, yōnin), sowie 1787 Ältester (年寄, toshiyori) verbunden mit einem Gehalt von 120 koku.
Er nahm Malunterricht bei Toriyama Sekien. Da sein Zeichenstil stark an demjenigen der Katsukawa-Schule orientiert war, wird angenommen, dass er – zumindest informell – auch von Katsukawa Shunshō, dem damaligen Oberhaupt der Schule, Unterricht erhalten hat. Sein erstes erhaltenes Werk sind die Illustrationen für das 1773 von Hōseidō Kisanji geschriebene Tōsei fūzoku tsū (当世風俗通, Anleitung für einen zeitgemäßen Stil). Ab 1775 begann er selbstgeschriebene Kusazōshi-Bücher mit eigenen Illustrationen zu veröffentlichen. Mit Kinkin Sensei eiga no yume (金々先生栄花夢, Professor Kinkins Traum) schuf er 1775 den Prototyp des Kibyōshi-Buches und er gilt mit seinem Freund Tegara no Okamochi, dessen Bücher er auch illustrierte, als Pionier dieses Genres. Unter den rund 100 Büchern, an denen Koikawa als Autor und/oder Illustrator beteiligt war, finden sich 30 Kibyōshi. Der markanteste Vertreter des Stils wurde aber der eine Generation jüngere Santō Kyōden.
Daneben war Koikawa auch als Kyōka-Autor unter dem Pseudonym Sakanoue Furachi bekannt. Sein erfolgreichstes Buch war Ōmugaeshi bunbu no futamishi, das 1789 erschien. Da es als Kritik an der Kansei-Reform und Verspottung des Rūjō Matsudaira Sadanobu angesehen wurde, fiel es der Zensur zum Opfer und führte für Koikawa zum Verlust aller Ämter. Er starb, bevor er sich vor den Gerichten des Bakufu verantworten musste.

## Werke
- 1775 Kinkin Sensei Eiga no Yume (金々先生栄花夢)
- 1776 Kōmansai Angya Nikki (高慢斎行脚日記)
- 1776 Mudai Ki (無益委記)
- 1780 Totoba Tatakai Atarashi no Ne
- 1789 Ōmugaeshi bunbu no futamishi (鸚鵡返文武二道)